# Glossoscolecidae
Glossoscolecidae é uma grande família de minhocas que possui representantes nas Américas do Sul e Central.
Géneros principais:
- Andiodrilus
- Andiorrhinus
- Andioscolex
- Diachaeta
- Diaguita
- Enantiodrilus
- Estherella
- Glossodrilus
- Glossoscolex
- Holoscolex
- Martiodrilus
- Onychochaeta
- Pinaemdrilus
- Pontoscolex
- Rhinodrilus
- Thamnodrilus

A espécie Pontoscolex corethrurus possui uma distribuição circuntropical.